# Il moro
Il moro (deutsch Der Mohr) ist eine Commedia per musica in zwei Akten von Antonio Salieri auf einen Text von Giovanni De Gamerra.
Die Uraufführung fand am 7. August 1796 im Wiener Burgtheater statt. Nach 21 Aufführungen in Wien in weniger als einem Jahr, kam das Stück auch in Dresden (1797), St. Petersburg (1798), Florenz (1804), sowie in Livorno, Rom und Bologna (1805) auf die Bühne.
Diese eher handlungsarme Farsetta komponierte Salieri durchaus routiniert, jedoch ohne besonderen Anspruch. Die Musik entwickelt jedoch durchaus Mozart’schen Charme, zu dem sich stellenweise die Opera seria parodierende Elemente gesellen. Instrumentatorisch zeigt Salieri wieder seine Meisterschaft, indem er die Orchesterfarben ausgesprochen abwechslungsreich mischt und mit ungewöhnlichen Einfällen aufwartet (z. B. die Verwendung eines Solo-Violoncellos). Die Ouvertüre ist mit Becken, großer Trommel und Triangel „exotisch“ besetzt.